# Марин Начев
Марин Панайотов Начев е български инженер, офицер, генерал-майор.

## Биография
Роден е на 1 декември 1958 г. в Стара Загора. През 1982 г. завършва Военновъздушното училище в Долна Митрополия. Службата си започва като младши пилот във втора ескадрила, трето звено на двадесет и първи изтребителен авиополк в Узунджово. От 1984 г. е старши пилот, а от 1985 г. заместник-командир на звено. През 1986 г. става заместник-командир на ескадрила. През 1991 г. завършва Военната академия в София, като след това отново е заместник-командир на ескадрила. От 1992 г. е командир на ескадрила в Узунджово. Командир е на двадесет и първи изтребителен авиополк от 1992 до 1997 г. На 1 септември 1997 г. е назначен за заместник-началник на отдел „Бойна подготовка“ към Главния щаб на ВВС. През 2000 г. завършва генералщабен курс в Националния университет по отбраната на САЩ в град Вашингтон. След това става началник на Управление „Подготовка и използване на войските“ в Главния щаб на ВВС. През 2006 г. е помощник-началник на Щаба на ВВС по подготовката и ръководител на първия българския контингент в Афганистан. На 3 май 2010 г. е назначен на длъжността директор на дирекция „Подготовка и използване на войските и силите“ и удостоен с висше офицерско звание бригаден генерал, считано от 25 май 2010 г. На 22 юни 2011 г. поради реорганизация на формированието е освободен от длъжността директор на дирекция „Подготовка и използване на войските и силите“ и назначен на длъжността директор на дирекция „Операции и подготовка“, считано от 1 юли 2011 г.
На 21 ноември 2012 г. е освободен от длъжността директор на дирекция „Операции и подготовка“ и назначен на длъжността национален военен представител в Националното военно представителство в Съюзното командване по операциите на НАТО в Монс, Белгия, считано от 1 декември 2012 г. На 28 април 2014 г. е удостоен с висше офицерско звание генерал-майор. До 1 декември 2015 г. е национален военен представител в Националното военно представителство в Съюзното командване по операциите на НАТО в Монс, Белгия.

## Военни звания
- Лейтенант (1982)
- Бригаден генерал (25 май 2010)
- Генерал-майор (28 април 2014)